# Thanh Đông lăng
Thanh Đông lăng (tiếng Trung: 清東陵; bính âm: Qīng Dōng líng; tiếng Mãn: ᡩᡝᡵᡤᡳ 
ᡝᡵᡤᡳ 
ᠮᡠᠩᡤᠠᠨ, Möllendorff: dergi ergi munggan) là một quần thể lăng mộ hoàng gia của triều đại nhà Thanh nằm ở Tuân Hóa, Đường Sơn, tỉnh Hà Bắc, cách 125 kilômét (78 mi) về phía đông bắc thủ đô Bắc Kinh, Trung Quốc. Đây là quần thể lăng mộ còn tồn tại lớn nhất, đầy đủ nhất và được bảo quản tốt nhất tại Trung Quốc. Đây là nơi chôn cất của 5 vị hoàng đế là Thuận Trị, Khang Hi, Càn Long, Hàm Phong, Đồng Trị cùng 15 hoàng hậu, 136 phi tần, 3 hoàng tử và 2 công chúa triều đại nhà Thanh. Quần thể này được bao quanh bởi các dãy núi và trải dài trên khu vực có diện tích 80 kilômét vuông (31 dặm vuông Anh).

## Mô tả

Bản đồ lăng mộ của các Hoàng đế.

Trung tâm của Thanh Đông lăng là Thanh Hiếu lăng, lăng mộ của hoàng đế Thuận Trị (1638-1661), là vị hoàng đế nhà Thanh trị vì Trung Quốc đầu tiên. Ông cũng là người đầu tiên được chôn cất tại Thanh Đông lăng. Chôn cất cùng ông là Hiếu Khang Chương Hoàng hậu (thân mẫu của Khang Hi) và Hiếu Hiến Hoàng hậu.
Những lăng mộ lớn nằm ở phía đông là Thanh Cảnh lăng (lăng mộ của Khang Hi) và Thanh Huệ lăng (lăng mộ của Đồng Trị). Về phía tây là Thanh Dụ lăng (lăng mộ của Càn Long), Thanh Định lăng (lăng mộ của Hàm Phong), Phổ Đà Dục Định Đông lăng (lăng mộ của Từ Hi Thái hậu).
Tất cả các lăng mộ hoàng gia tại Thanh Đông lăng đều được dựa theo mô hình được thiết lập bởi hoàng đế Thuận Trị. Bố cục cơ bản gồm 3 phần: Thần đạo (con đường thần linh), cung điện và nhà bếp. Thanh Hiếu lăng là lăng mộ có thần đạo phức tạp nhất với các cấu trúc từ Nam ra Bắc gồm cổng vòm đá, bia đá, cổng cung điện, sảnh thay đồ, vọng lâu đá, điêu khắc đá, cổng rồng phượng, cầu một vòm, cầu bảy vòm, cầu năm vòm, bia đá, cầu thẳng. Tại cung điện cũng chứa rất nhiều các cấu trúc gồm bia tưởng niệm, sảnh, cổng Long Ân, lò đốt lễ, Long Ân điện, phòng chôn cất, trụ cổng, bàn thờ đá, tháp tưởng niệm...Bếp nằm ở bên trái cung điện gồm có nơi nấu đồ cúng, hai kho và một lò giết mổ.
Thanh Cảnh lăng là lăng mộ của hoàng đế Khang Hi đơn giản một cách đáng ngạc nhiên khi ông được đánh giá là vị hoàng đế vĩ đại nhất của triều đại nhà Thanh nhưng lại phù hợp so với tính cách được biết về ông. Thần đạo dẫn đến ngôi mộ của ông đi qua một cây cầu năm vòm thanh nhã và hai bên là những tượng giám hộ.
Thanh Dụ lăng là lăng mộ của hoàng đế Càn Long là một trong những ngôi mộ lộng lẫy nhất trong số tất cả các lăng mộ hoàng gia ở Trung Quốc. Buồng lăng mộ rất đẹp với một loạt 9 hầm được ngăn cách bởi bốn cửa đá cẩm thạch ở độ sâu 54 mét (177 ft). Sau cánh cổng đá đầu tiên, tại các bức tường và vòm trần nhà được phủ đầy những hình ảnh Phật giáo gồm 4 vị Thiên đế, 8 vị Bồ tát, 24 vị Phật, sư tử, Bát bảo (8 bảo vật), nhiều dụng cụ nghi lễ cùng hơn 30.000 lời kinh điển Tây Tạng và tiếng Phạn. Hoàng đế Càn Long đã chọn vị trí lăng mộ của mình vào năm 1742 và việc xây dựng bắt đầu vào năm sau đó. Việc xây dựng được hoàn thành vào năm 1752, nhưng lăng được mở rộng hơn nữa trong những năm từ 1755 đến 1762. Trong thời gian này, quảng trường, tháp tưởng niệm, thành quách, cũng như hai sảnh bên được xây dựng.
Năm 1928, nơi này bị quân đội của Tôn Điện Anh tiến hành một cuộc phá mộ của quy mô lớn. Nhiều lăng mộ của hoàng đế, hoàng hậu nhà Thanh bị tàn phá để cướp châu báu. Đến năm 1945, nơi đây lại có vụ trộm mộ quy mô lớn của bọn Vương Thiệu Nghĩa. Hai vụ phá mộ đã gây tổn hại nặng nề cả về kiến trúc lẫn giá trị khảo cổ của khu di tích.

## Danh sách Lăng mộ

### Lăng mộ Hoàng Đế
| Hoàng Đế                    | Tên lăng               | Thời gian hạ táng |
| --------------------------- | ---------------------- | ----------------- |
| Thanh Thế Tổ Thuận Trị Đế   | Thanh Hiếu lăng (孝陵) | 1662              |
| Thanh Thánh Tổ Khang Hi Đế  | Thanh Cảnh lăng (景陵) | 1723              |
| Thanh Cao Tông Càn Long Đế  | Thanh Dụ lăng (峪陵)   | 1799              |
| Thanh Văn Tông Hàm Phong Đế | Thanh Định lăng (定陵) | 1865              |
| Thanh Mục Tông Đồng Trị Đế  | Thanh Huệ lăng (惠陵)  | 1879              |

### Lăng mộ Hoàng hậu
| Hoàng hậu                     | An táng ở Lăng mộ                           | Thời gian hạ táng | Ghi chú |
| ----------------------------- | ------------------------------------------- | ----------------- | --- |
| Hiếu Trang Văn Hoàng hậu      | Chiêu Tây lăng (昭西)                       | 1687              | |
| Hiếu Huệ Chương Hoàng hậu     | Hiếu Đông lăng (孝东)                       | 1717              | Bên trong lăng còn an táng 7 Phi, 4 Phúc tấn và 17 Cách cách.                                                                   |
| Hiếu Khang Chương Hoàng hậu   | Thanh Hiếu lăng (清孝)                      | 1662              | Bà được Khang Hi Đế tôn làm Thái hậu                                                                                            |
| Hiếu Hiến Đoan Kính Hoàng hậu | Thanh Hiếu lăng (清孝)                      | 1662              | |
| Hiếu Thành Nhân Hoàng hậu     | Thanh Cảnh lăng (清景)                      | 1681              | |
| Hiếu Chiêu Nhân Hoàng hậu     | Thanh Cảnh lăng (清景)                      | 1681              | |
| Hiếu Ý Nhân Hoàng hậu         | Thanh Cảnh lăng (清景)                      | 1689              | |
| Hiếu Cung Nhân Hoàng hậu      | Thanh Cảnh lăng (清景)                      | 1723              | Bà được Ung Chính Đế tôn làm Thái hậu                                                                                           |
| Hiếu Hiền Thuần Hoàng hậu     | Thanh Dụ lăng (清裕)                        | 1752              | |
| Hoàng Hậu Na Lạp thị          | Phi viên tẩm của Thanh Dụ lăng              | 1766              | Bà được an táng trong Phi viên tẩm của Thanh Dụ lăng, quan tài nằm phía bên phải của Thuần Huệ Hoàng quý phi, không có thần vị. |
| Hiếu Nghi Thuần Hoàng hậu     | Thanh Dụ lăng (清裕)                        | 1775              | Bà được Càn Long Đế truy tặng làm Hoàng hậu lúc ông chọn Vĩnh Diễm làm Trữ quân.                                                |
| Hiếu Đức Hiển Hoàng hậu       | Thanh Định lăng (清定)                      | 1865              | Bà mất trước khi Hàm Phong Đế lên ngôi 1 tháng, được Hàm Phong truy phong làm Hoàng hậu.                                        |
| Hiếu Trinh Hiển Hoàng hậu     | Phổ Tường Dục Định Đông lăng (普祥峪定東陵) | 1879              | |
| Hiếu Khâm Hiển Hoàng hậu      | Bồ Đà Dục Định Đông lăng (菩陀峪定東陵)     | 1908              | Bà được Đồng Trị Đế tôn làm Thái hậu và Tuyên Thống Đế tôn làm Thái hoàng thái hậu                                              |
| Hiếu Triết Nghị Hoàng hậu     | Thanh Huệ lăng (清惠)                       | 1879              | |

### Lăng mộ Hoàng tử Hoàng nữ
| Lăng mộ                         | Chủ lăng                         | Cha       | An táng |
| ------------------------------- | -------------------------------- | --------- | --- |
| Vinh Thân vương Viên tẩm        | Tứ A ca Vinh Thân vương          | Thuận Trị | Tứ A ca Vinh Thân vương |
| Dụ Hiến Thân vương Viên tẩm     | Dụ Hiến Thân vương Phúc Toàn     | Thuận Trị | |
| Thuần Tĩnh Thân vương Viên tẩm  | Thuần Tĩnh Thân vương Long Hi    | Thuận Trị | Thất A ca Long Hi, Đích Phúc tấn Thượng Giai thị và con trai duy nhất Thuần Thân vương Phú Nhĩ Hỗ Luân                                                         |
| Trực Quận vương Viên tẩm        | Trực Quận vương Dận Thì          | Khang Hi  | Đại A ca Dận Thì |
| Lý Mật Thân vương Viên tẩm      | Lý Mật Thân vương Dận Nhưng      | Khang Hi  | Nhị A ca Dận Nhưng, Đích Phúc tấn Thạch thị |
| Tuân Cần Quận vương Viên tẩm    | Tuân Cần Quận vương Dận Trinh    | Khang Hi  | Thập tứ A ca Dận Trinh và con trai thứ hai Cung Cần Bối lặc Hoằng Minh                                                                                         |
| Thanh Cao Tông Thái Từ lăng     | Đoan Tuệ Hoàng thái tử Vĩnh Liễn | Càn Long  | Đoan Tuệ Hoàng thái tử Vĩnh Liễn Điệu Mẫn Hoàng tử Vĩnh Tông, Cửu A ca, Thập A ca, Thập tam A ca Vĩnh Cảnh, Thập tứ A ca Vĩnh Lộ, Thập lục A ca, Bát Công chúa |
| Thanh Tuyên Tông Công chúa lăng | Đoan Mẫn Cố Luân Công chúa       | Đạo Quang | Tam A ca Dịch Kế, Nhị A ca Dịch Cương, Đoan Mẫn Cố Luân Công chúa, Nhị Công chúa.                                                                              |

### Các Lăng mộ khác
| Lăng mộ                       | An táng                                                                                     | Ghi chú                           |
| ----------------------------- | ------------------------------------------------------------------------------------------- | --------------------------------- |
| Phụng Thánh Phu nhân Viên tẩm | Phụng Thánh Phu nhân Phác thị và chồng là Nhị đẳng Cáp Đạt Cáp Cáp Phiên Cung Tương Cáp Lạt | Phu nhân là Nhũ mẫu của Thuận Trị |
| Hữu Thánh Phu nhân Viên tẩm   | Hữu Thánh Phu nhân Lý thị và chồng là Nhị đẳng Cáp Đạt Cáp Cáp Phiên Mãn Đô Lễ              | Phu nhân là Nhũ mẫu của Thuận Trị |
| Tá Thánh Phu nhân Viên tẩm    | Tá Thánh Phu nhân Diệp Hắc Lặc thị                                                          | Phu nhân là Nhũ mẫu của Thuận Trị |
| Bảo Thánh Phu nhân Viên tẩm   | Bảo Thánh Phu nhân Qua Nhĩ Giai thị và chồng là Đồ Khắc Thiện                               | Phu nhân là Nhũ mẫu của Khang Hi  |
| Trinh Quan mộ                 | Phó Đạt Lễ                                                                                  |                                   |
| Mục Công mộ                   | Lang trung Tha Sa Lạt Cáp Phiên Mục Công                                                    | Chưởng quan trú phòng Hiếu lăng   |

## Kiến trúc

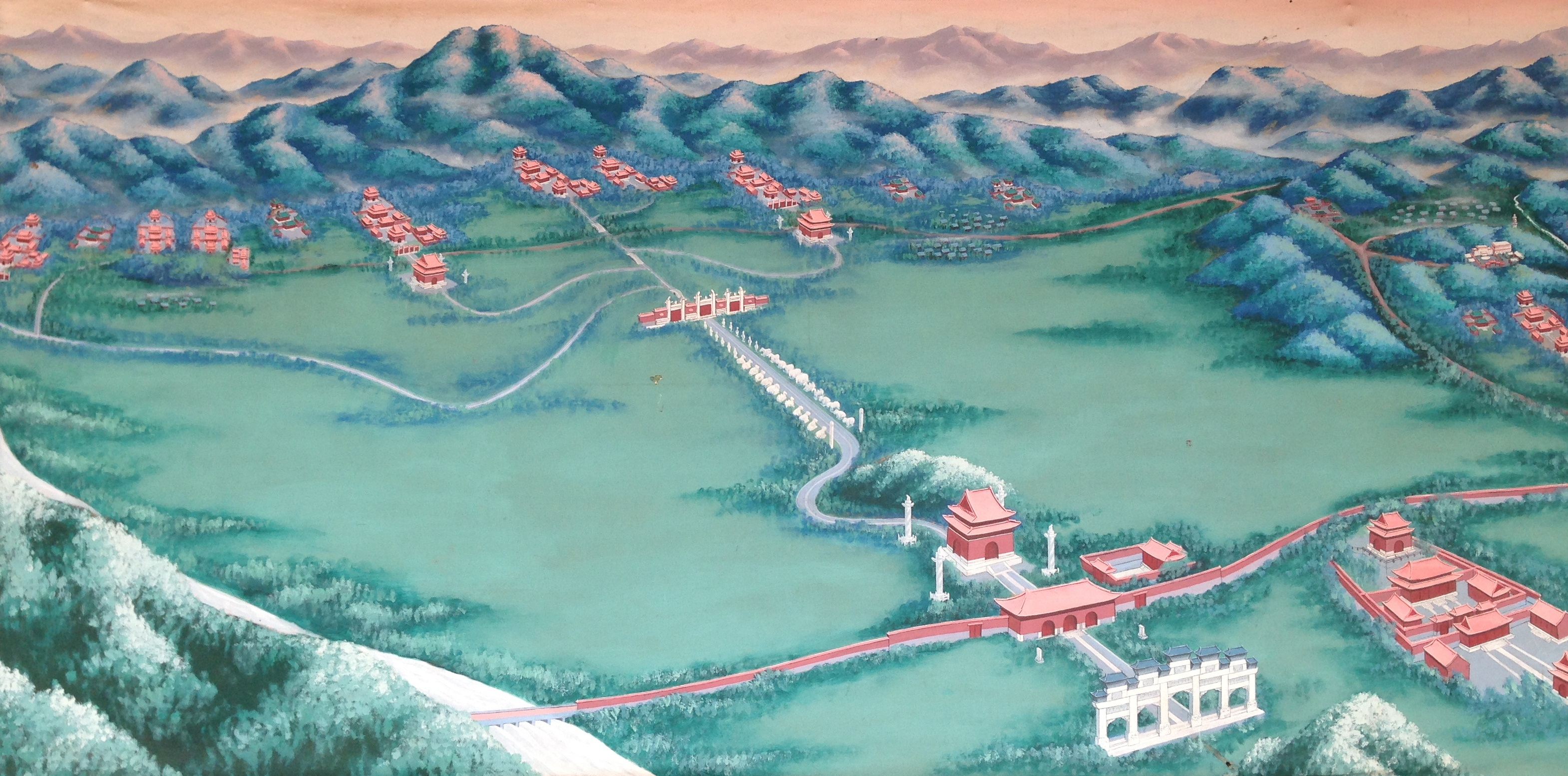
Bố cục của Thanh Đông lăng

Bên trong mộ của hoàng gia Nhà Thanh được xây cất như sau:
- Mỗi lăng mộ đều có một trục đường chính đi vào, và được coi là con đường thiêng liêng. Đường này được xây dựng để phục vụ lễ tang của các vị hoàng đế. Các hoàng đế kế vị khi đến thực hiện nghi lễ tế tổ hàng năm cũng đều đi qua đây.[22]
- Đường hầm dẫn vào những ngôi mộ của họ lát đá hoa trắng, xuyên qua bốn cái cổng được chạm trổ rất công phu bằng đá. Nơi để quan tài yên nghỉ của họ là một khuôn hình bát giác, trên vòm trần khắc chín con rồng bằng vàng lóng lánh. Khu vực yên nghỉ khá rộng, lớn bằng điện Trung Hoà trong Tử Cấm Thành. Càn Long được chôn trong hai lần quan tài. Quan tài bên trong và bên ngoài được làm bằng một loại gỗ đặc biệt quý. Những báu vật trong hai ngôi mộ này gồm rất nhiều ngọc ngà châu báu cực kỳ quý giá và đắt tiền, ngoài ra còn có những hoạ phẩm, kiếm báu, sách quý, ngà voi và các tượng Phật. Các đồ quý làm bằng lụa và gấm thì chỉ một thời gian là bị mục rã.

## Kết cấu các Lăng mộ

### Chiêu Tây lăng
Chiêu Tây lăng (昭西陵, tiếng Mãn: ᡝᠯᡩᡝᠩᡤᡝ
 ᠸᠠᡵᡤᡳ
 ᡝᡵᡤᡳ
 ᠮᡠᠩᡤᠠᠨ, chuyển tả: eldengge wargi ergi monggan) nằm xa nhất về phía Nam, bên ngoài khu vực chủ lăng, ngay phía dưới ngọn núi chính Xương Thụy sơn, là lăng mộ tôn quý nhất trong tất cả các lăng mộ ở Thanh Đông lăng. Vị trí của lăng được xác định vào năm Khang Hi thứ 26 (1687). Năm Ung Chính thứ 3 (1725), tháng 2, bắt đầu từ cơ sở có sẵn Tạm an Phụng điện để xây dựng thêm, đến cuối năm thì hoàn thành. Kết cấu của nó có những điểm khác biệt so với Lăng mộ của các Hoàng hậu khác:

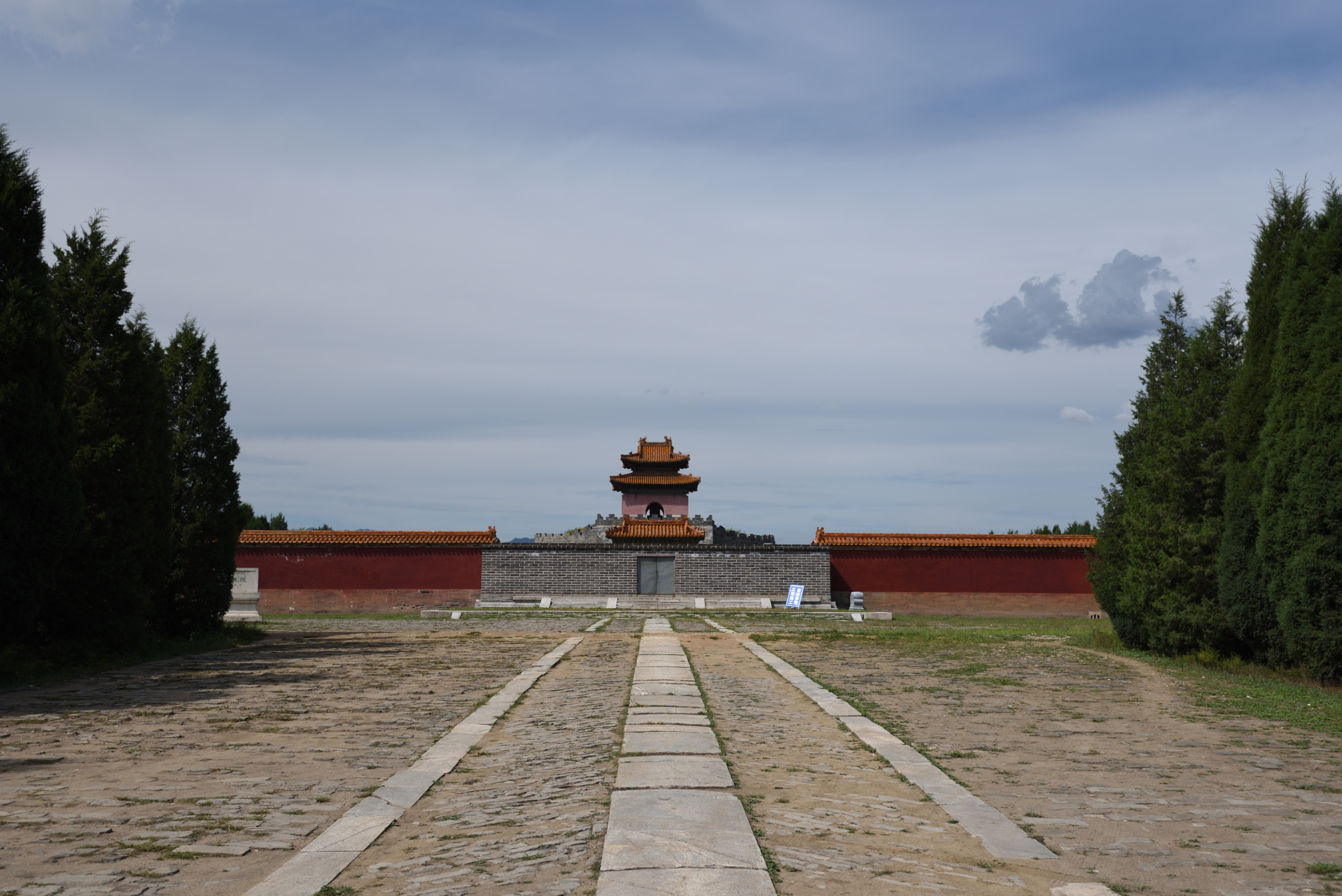
Chiêu Tây lăng

- Trong ngoài có hai bức tường vây, là một trường hợp đặc biệt trong các lăng tẩm nhà Thanh, hơn nữa trước sau cách nhau không quá 10 mét.
- Kiến trúc chủ yếu của Long Ân điện là đỉnh điện Trọng Diêm Vũ, kiến trúc này là kiểu mái nhà có cấp bậc cao nhất.
- Cổng của Lăng tẩm được đặt ở trước Long Ân điện, khác biệt so với cách truyền thống đặt sau Long Ân điện. Mà đằng sau Long Ân điện vốn xây dựng "Tam tọa môn" thì nay đổi thành "Tạp tử môn", nằm ở hai bên Đại điện. Trước đây, Hiếu Đông lăng cũng không có hình dạng và cấu tạo như vậy. Cấu tạo như vậy sau này cũng trở thành nguyên mẫu cho kiến trúc của Dụ lăng Phi viên tẩm.
- Có xây dựng một tòa Bia đình ở Thần đạo

### Thanh Hiếu lăng
Hiếu lăng (孝陵, tiếng Mãn: ᡥᡳᠶᠣᡠᡧᡠᠩᡤᠠ 
ᠮᡠᠩᡤᠠᠨ, Möllendorff: hiyoošungga munggan) là trung tâm của khu vực chủ lăng, có kế hoạch xây dựng từ năm Thuận Trị thứ 18 (1661) đến năm Khang Hi nguyên niên (1662). Năm Khang Hi thứ 2 thì chính thức bắt đầu xây dựng. Đến tháng 8 năm sau thì cơ bản hoàn thành. Năm thứ 7 (1668), hoàn thành tất các các kiến trúc liên quan.

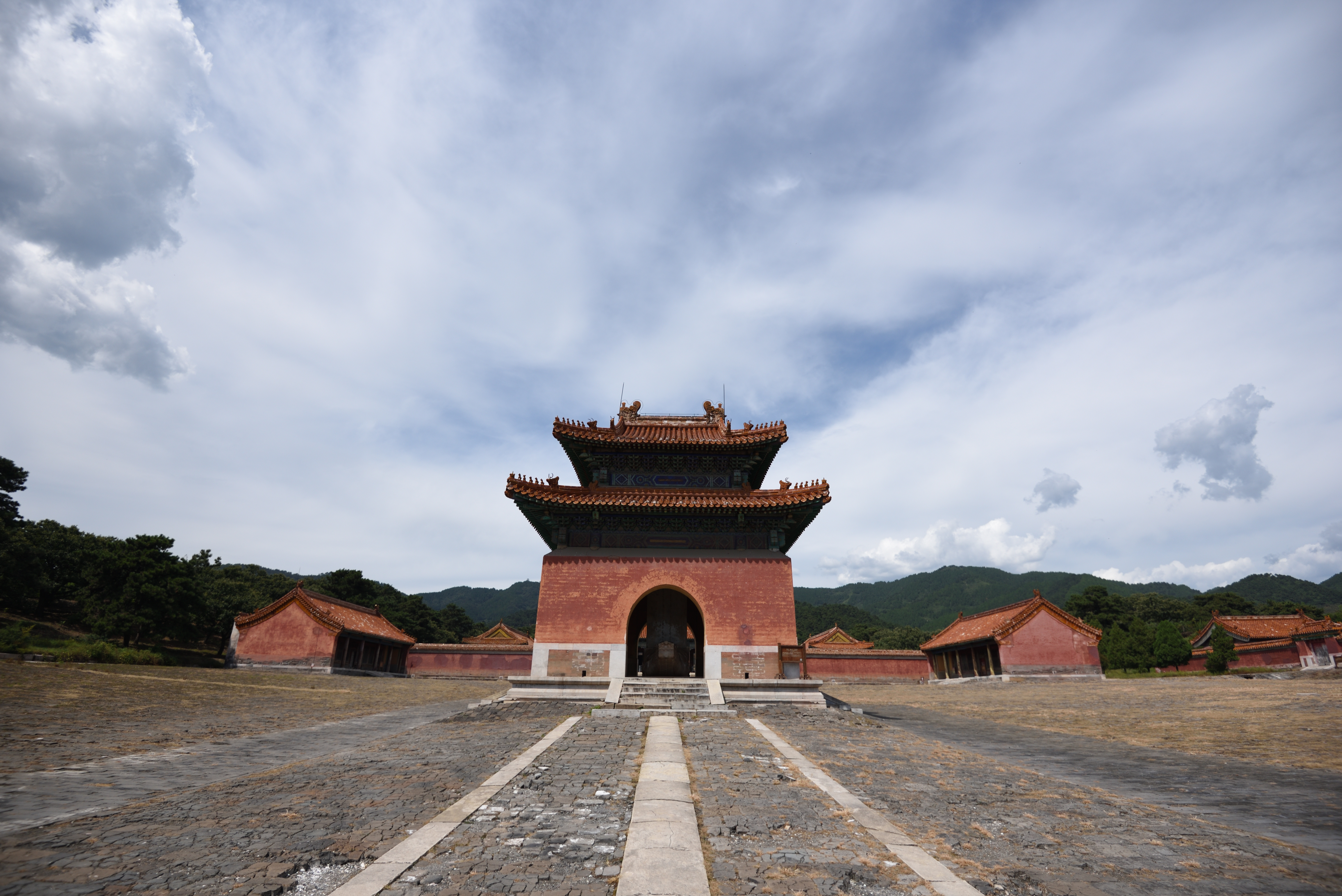
Thanh Hiếu lăng

Đây là một lăng tẩm tương đối đặc thù của nhà Thanh, bởi Thuận Trị Đế và hai vị Hoàng hậu của ông là Hiếu Khang Chương hoàng hậu và Hiếu Hiến Hoàng hậu đều hỏa táng, vì vậy ở trong địa cung chỉ có ba hũ tro cốt. Lúc còn sống Thuận Trị Đế tỏ vẻ không muốn an táng long trọng, lại thêm phòng ngự địa cung nghiêm mật, những điều này khiến cho Thanh Hiếu lăng trở thành Hoàng lăng được bảo tồn hoàn hảo nhất của Thanh Đông lăng trong thời Dân Quốc.

### Hiếu Đông lăng
Hiếu Đông lăng là tòa "Hoàng hậu lăng" đầu tiên được xây dựng của Thanh Đông lăng, cũng là lăng tẩm Hoàng hậu đầu tiên của nhà Thanh, mộ chủ là Hiếu Huệ Chương Hoàng hậu - Hoàng hậu thứ hai của Thuận Trị Đế. Thần đạo của Hiếu Đông lăng giao nhau với Thần đạo của Thanh Hiếu lăng.
Mặc dù nơi đây là "Hoàng hậu lăng", nhưng cũng đồng thời an táng 7 vị Phi, 17 vị Cách cách và 4 vị Phúc tấn đều là tần ngự của Thuận Trị Đế.
Hiếu Huệ Chương Hoàng hậu được an táng vào Phương thành Minh lâu, trung tâm của Lăng viên.
Phía bên trái Phương thành Minh lâu (nhìn từ trong ra) có hai hàng Bảo đính, từ trong ra ngoài lần lượt là:
1. Hàng thứ nhất: 
  1. Điệu phi Bác Nhĩ Tế Cát Đặc thị
  2. Khác phi Thạch thị
  3. Cung Tĩnh phi Bác Nhĩ Tế Cát Đặc thị
  4. Đoan Thuận phi Bác Nhĩ Tế Cát Đặc thị
2. Hàng thứ hai:
  1. Bút Thập Ngạch Niết Phúc tấn, Ba Nhĩ Phúc tấn, Bút Phúc tấn hoặc Ba Phúc tấn (Thứ phi Bút Thập Hách thị, Ba Nhĩ thị, Bút thị hoặc Ba thị)
  2. Đường Cảnh Phúc tấn hoặc Đường Phúc tấn (Thứ phi Đường thị)
  3. Kinh Cập Cách cách hoặc Kinh Cách cách
  4. Niết Cập Ni Cách cách hoặc Niết Cách cách
  5. Trại Bảo Cách cách hoặc Trại Cách cách
  6. Mại Cập Ni Cách cách hoặc Mại Cách cách
  7. Ách Âm Châu Cách cách hoặc Ách Cách cách
  8. Ngạch Luân Châu Cách cách hoặc Ngạch Cách cách
  9. Mai Cách cách
  10. Lan Cách cách.

Phía bên phải Phương thành Minh lâu có hai hàng Bảo đính, từ trong ra ngoài lần lượt là:
1. Hàng thứ nhất:
  1. Trinh phi Đổng Ngạc thị
  2. Thục Huệ phi Bác Nhĩ Tế Cát Đặc thị
  3. Ninh Khác phi Đổng Ngạc thị.
2. Hàng thứ hai:
  1. Nữu Phúc tấn, Nữu Hỗ Lộc Phúc tấn hoặc Ngưu Phúc tấn (Thứ phi Nữu Hỗ Lộc thị)
  2. Tái Mẫu Khẳng Ngạch Niết Phúc tấn hoặc Mục Khắc Đồ Phúc tấn (Thứ phi Mục Khắc Đồ thị)
  3. Minh Châu Cách cách hoặc Minh Cách cách
  4. Lô Gia Cách cách hoặc Lô Cách Cách
  5. Bố Tam Châu Cách cách hoặc Bố Cách cách
  6. A Mẫu Ba Thiên Cách cách hoặc A Mẫu Cách cách
  7. A Kỷ Thiên Ngũ Cách cách hoặc A Kỷ Cách cách
  8. Đan Thiên Cách cách hoặc Đan Cách cách
  9. Thu Cách cách
  10. Thụy Cách cách
  11. Chu Nãi Cách cách hoặc Chu Cách cách.

Tất cả có 29 vị. Ngoài ra, có các vị phi tần khác của Thuận Trị Đế không được an táng ở đây là:
1. Thanh Thế Tổ Phế hậu Tĩnh phi Bác Nhĩ Tế Cát Đặc thị, danh Ngạch Đức Ni Bổn Ba (Bị phế làm Tĩnh phi)
2. Hiếu Hiến Hoàng hậu Đổng Ngạc thị (Hợp táng)
3. Hiếu Khang Chương Hoàng hậu Đông Giai thị (Phụ táng)
4. Trần Đồ Tắc Nhĩ Phúc tấn hoặc Trần Phúc tấn (Thứ phi Trần thị)
5. Dương Lạt Hợi Nương Phúc tấn hoặc Dương Phúc tấn (Thứ phi Dương thị)
6. Khắc Lý Nạp Lạt Phúc tấn hoặc Nạp Lạt Phúc tấn (Thứ phi Khắc Lý Nạp Lạt thị hoặc Nạp Lạt thị)
7. Ô Nhã Phúc tấn (Thứ phi Ô Nhã thị)
8. Thứ phi Ô Tô thị.

Năm 1945, bị bọn trộm do Vương Thiệu Nghĩa cầm đầu khai quật trộm đi không còn gì.

### Thanh Cảnh lăng
Cảnh lăng (景陵, tiếng Mãn: ᠠᠮᠪᠠᠯᡳᠩᡤᡡ

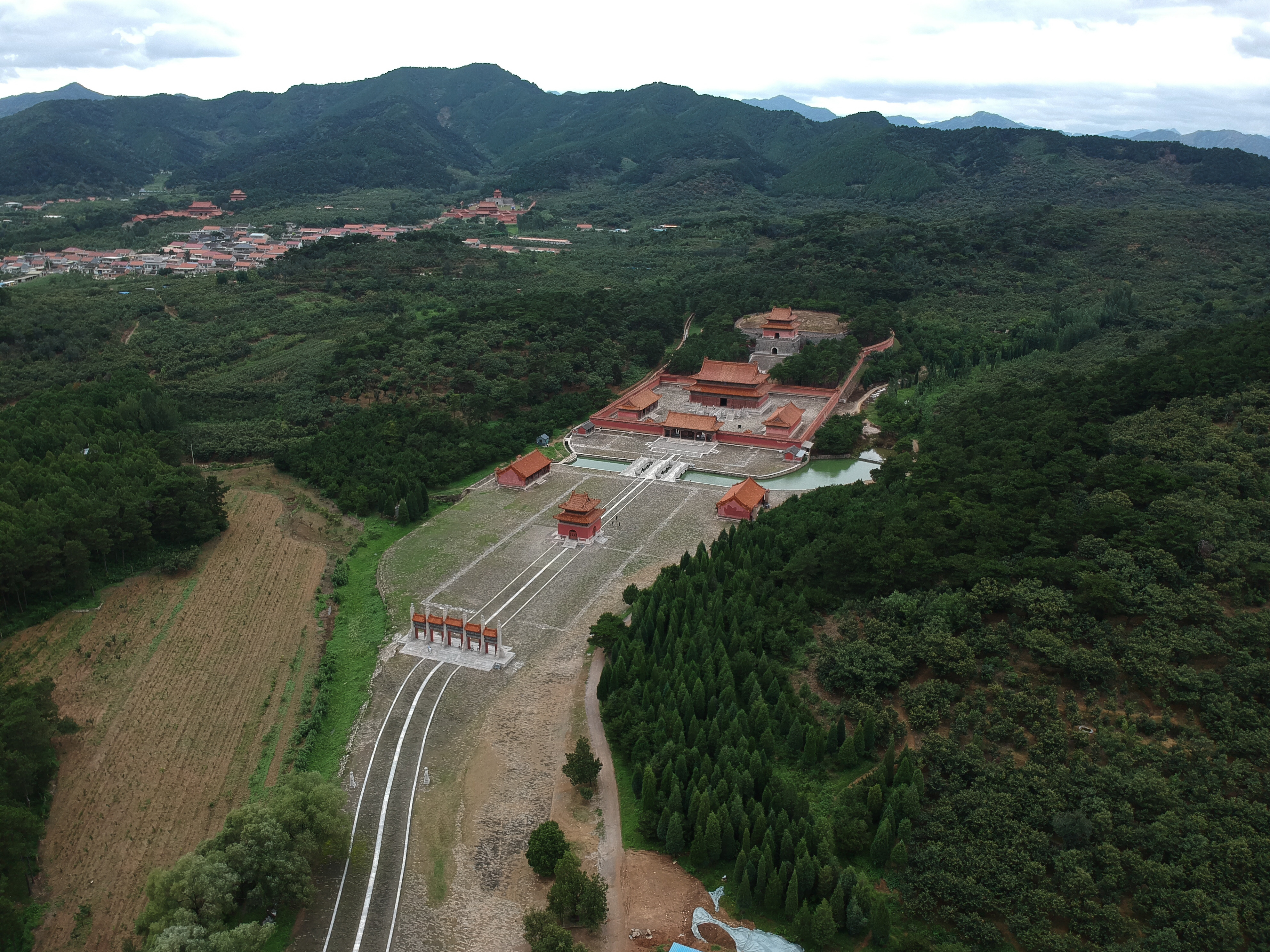
Toàn cảnh Cảnh lăng nhìn từ trên xuống

ᠮᡠᠩᡤᠠᠨ, Möllendorff: ambalinggū munggan, đại từ điển: ambalingguu munggan, Abkai: ambalinggv munggan) là lăng mộ của Khang Hi Đế, cách Hiếu Đông lăng chừng 1 dặm về phía Đông Nam. Nơi này bắt đầu được xây dựng vào năm Khang Hi thứ 15 (1676), đến năm thứ 20 (1681) thì hoàn thành. Đây là Đế lăng "thổ táng" đầu tiên của nhà Thanh, cũng là tòa Đế lăng đầu tiên an táng Hoàng hậu vào trước rồi mới đến Hoàng Đế, đồng thời cũng là Hoàng lăng đầu tiên phụ táng Hoàng Quý phi.

Những công trình kiến trúc chủ yếu của Cảnh lăng từ nam đến bắc có thể kể đến: Thánh Đức thần công bi đình, Ngũ khổng kiều, Vọng trụ, Thạch tượng sinh, Hạ mã bài, Thần trù khố, Bài lâu môn, Thần đạo Bi đình, Đông Tây triêu phòng, Tam lộ Tam khổng củng khoán kiểu, Đông Tây ban phòng, Long Ân môn, Đông Tây liệu lô, Đông Tây phối điện, Long Ân điện, Lăng tẩm môn, Nhị trụ môn, Thạch ngũ cung, Phương thành, Minh lâu, Bảo thành, Bảo đính và Địa cung.

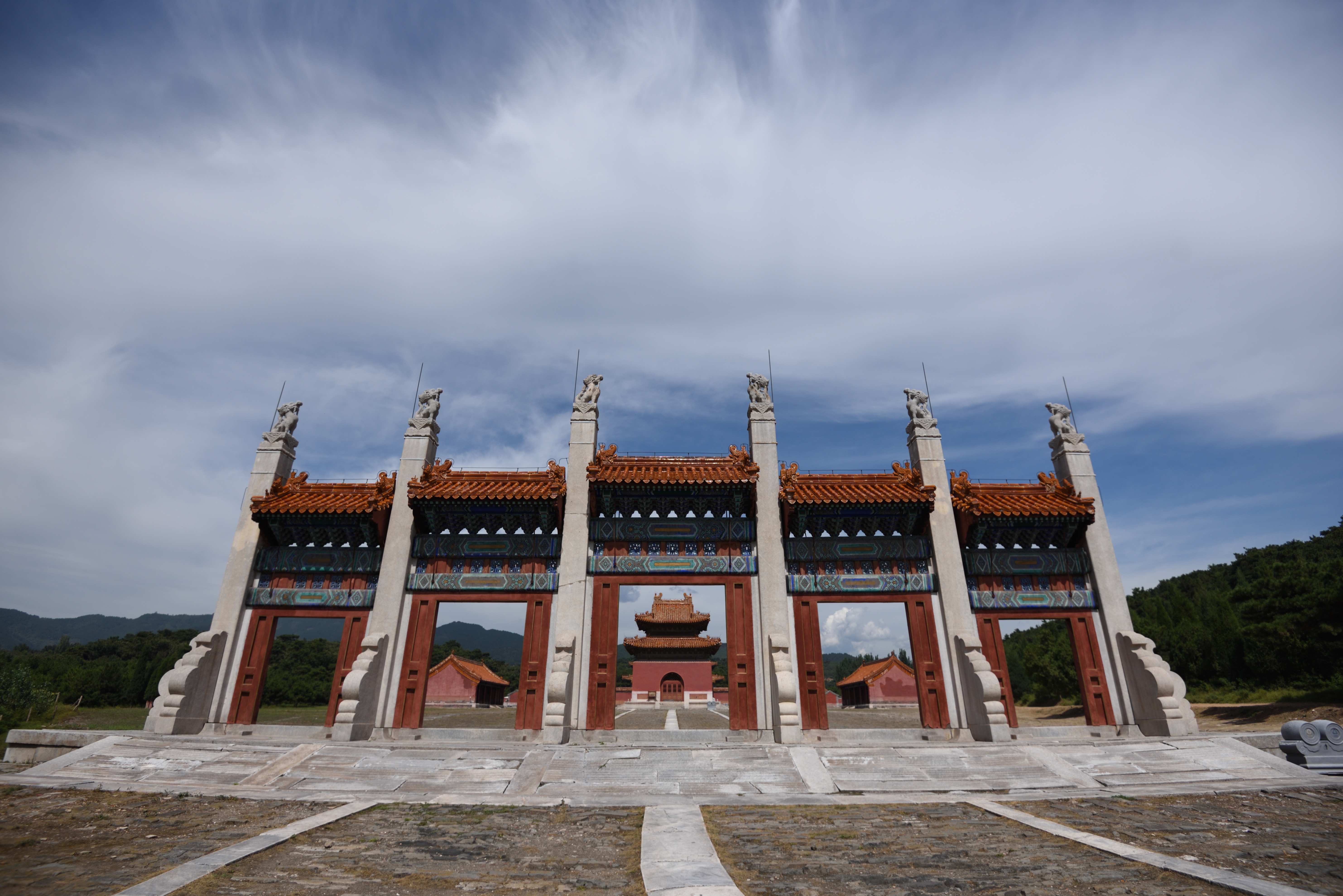
Bên ngoài Cảnh lăng

Trong địa cung tổng cộng an táng sáu người, gồm Thanh Thánh Tổ Khang Hi Đế, Hiếu Thành Nhân Hoàng hậu, Hiếu Chiêu Nhân Hoàng hậu, Hiếu Ý Nhân Hoàng hậu, Hiếu Cung Nhân Hoàng hậu và Kính Mẫn Hoàng quý phi.
Năm Quang Tự thứ 31 (1905), Long Ân điện của Thanh Cảnh lăng bị lửa lớn thiêu hủy, sự kiện này chỉ được xử lý qua loa trong 20 ngày rồi chấm dứt, lý do xảy ra hỏa hoạn đến nay vẫn không rõ, về sau lại được tu sửa trở lại. Năm 1945, Thanh Cảnh lăng lọt vào đợt khai quật quy mô lớn của Trương Tẫn Trung và Vương Thiệu Nghĩa, trương truyền trong nhóm đào mộ có kẻ lúc mở nắp quan tài Khang Hi Đế đã gặp phải chấn thương. Đường vào địa cung của Thanh Cảnh lăng luôn luôn trong trạng thái mở suốt 7 năm sau đó. Mãi đến năm 1952, Thanh Đông lăng thiết lập Sở bảo quản Văn vật mới phong bế Địa cung trở lại. Cũng trong năm này, một phần Bia lâu được đại trùng tu năm Gia Khánh thứ 16 (1811) đã bị sét đánh thiêu hủy hoàn toàn.
Từ 1995 đến 1996, nơi đây đã được đại trùng tu, khôi phục cấu trúc ban đầu.

#### Thanh Cảnh lăng Phi viên tẩm
Thanh Cảnh lăng Phi viên tẩm nằm ở phía Đông của Cảnh lăng, bắt đầu xây dựng vào năm Khang Hi thứ 20 (1681), ban đầu được xưng là "Phi nha môn", đến năm Ung Chính thứ 5 (1727) mới được tôn là "Phi viên tẩm".
Phía sau cổng Viên tẩm là nơi an táng các vị Phi tử, một người một tòa Bảo đính, phía dưới Bảo đính là Địa cung, trước sau chia làm 7 hàng, tổng cộng 50 cái, trong đó có 1 cái là trống không. Trong các Mộ chủ, ngoại trừ một vị A ca là Thập bát A ca Dận Giới, còn lại đều là Phi tần của Khang Hi. Địa vị cao thì được xếp ở trung tâm phía trước, địa vị thấp hơn sẽ xếp ở phía sau hoặc hai bên.
Cụ thể như sau (trái phải tính từ phía trong nhìn ra cổng), theo thứ tự từ trái sang phải:
1. Hàng thứ nhất (hai bên cổng vào): bên trái là Quý nhân Mã thị, bên phải là Hy tần
2. Hàng thứ hai (hai bên cổng vào): bên trái là Đoan tần và Định phi, bên phải là Hi tần và Lương phi
3. Hàng thứ ba (hai bên cổng vào): bên trái là Thập bát A ca Dận Giới, Thành phi và Tương tần, bên phải là Nghi phi, Bình phi
4. Hàng thứ tư (lần lượt từ trái sang): Thuần Dụ Cần phi, Huệ phi, Ôn Hi Quý phi, Thuận Ý Mật phi, Tuệ phi, Vinh phi, Tuyên phi.
5. Hàng thứ năm: Quý nhân Doãn thị, Cẩn tần, [Bảo đính trống], Y Quý nhân, Bố Quý nhân, Quý nhân Tân thị, Thông tần, Tĩnh tần, Mục tần, Sắc Thường tại
6. Hàng thứ sáu: Quý nhân Văn thị, Quý nhân Lam thị, Thường Thường tại, Thụy Thường tại, Quý nhân Viên thị, Quý thường tại, Từ Thường tại, Thạch Thường tại, Quý nhân Trương thị, Quý nhân Lạc thị, Thọ Thường tại
7. Hàng cuối cùng: Doãn Thường tại, Lộ Thường tại, Diệu Đáp ứng, Tú Đáp ứng, Khánh Đáp ứng, Linh Đáp ứng, Xuân Đáp ứng, Hiểu Đáp ứng, Trì Đáp ứng, Nữu Đáp ứng, Song Đáp ứng

#### Thanh Cảnh lăng Song Phi viên tẩm
Thanh Cảnh lăng Song Phi viên tẩm nằm ở phía đông của Cảnh lăng Phi viên tẩm, bởi vì bên trong an táng hai vị Hoàng quý phi là Khác Huệ Hoàng quý phi và Đôn Di Hoàng quý phi mà được gọi là "Song Phi viên tẩm". Hai vị Hoàng quý phi lúc còn sống từng chăm sóc Càn Long, lại lần lượt qua đời trong những năm Càn Long trị vì. Sau khi Càn Long thương lượng với các đại thần, liền quyết định đặc biệt an táng hai vị Hoàng quý phi tại một nơi phụ cận khác của Cảnh lăng.

### Thanh Dụ lăng
Dụ lăng (裕陵, tiếng Mãn: ᡨᠣᠮᠣᡥᠣᠩᡤᠣ
ᠮᡠᠩᡤᠠᠨ, Möllendorff: tomohonggo munggan) là lăng tẩm của Thanh Cao Tông Càn Long Đế. Trong lăng chôn cất tất cả sáu người gồm: Càn Long Đế, Hiếu Hiền Thuần Hoàng hậu, Hiếu Nghi Thuần Hoàng hậu, Tuệ Hiền Hoàng quý phi, Triết Mẫn Hoàng quý phi, Thục Gia Hoàng quý phi, điều này làm cho Dụ lăng là nơi có Địa cung chôn cất nhiều người nhất của Đông lăng.
Năm 1928, địa cung bị viên tướng Tôn Điện Anh phá phá hoại để cướp châu báu. Thi hài trong lăng bị ném lẫn lộn, phần lớn vật bồi táng bị cướp đi.

#### Thanh Dụ lăng Phi viên tẩm
Thanh Dụ lăng Phi viên tẩm là lăng tẩm của các Phi tần của Càn Long Đế, nằm ở phía Tây của Dụ lăng. Trong lăng viên, các Bảo đính của phi tần chia làm 5 hàng, tổng cộng 34 tòa. Đến năm Càn Long thứ 25 (1760), sau khi Thuần Huệ Hoàng quý phi nhập táng, bỏ ra 3 năm để đại trùng tu, bỏ bức tường ở giữ để xây dựng Đông Tây phối điện, Phương thành, Minh lâu, Bảo thành.
Sau sự kiện của Kế Hoàng hậu Na Lạp thị, Càn Long Đế cho táng thi hài của Hoàng hậu vào Minh lâu cùng với Thuần Huệ Hoàng quý phi. Như vậy, Dụ lăng Phi viên tẩm an táng 1 Hoàng hậu, 2 Hoàng quý phi (Thuần Huệ Hoàng quý phi và Khánh Cung Hoàng quý phi), 5 vị Quý phi, 6 vị Phi, 5 vị Tần, 12 vị Quý nhân cùng 4 vị Thường tại, tổng cộng 36 người.
Từ Đông qua Tây, lấy Minh lâu làm trung tâm, thì theo thứ tự hàng trên dưới, các vị phi tần có vị trí mộ như sau:
- Hàng 1: Dĩnh Quý phi, Minh lâu (Thuần Huệ Hoàng quý phi, Na Lạp Hoàng hậu) Uyển Quý phi.
- Hàng 2: Dung phi, Dự phi, Hãn Quý phi, Khánh Cung Hoàng quý phi[Chú thích 13], Thư phi, Du Quý phi[Chú thích 14], Tuần Quý phi[Chú thích 15].
- Hàng 3: Đôn phi, Phương phi, Tuân tần, Thận tần, Nghi tần[Chú thích 16], Thành tần, Di tần, Cung tần, Bạch Quý nhân.
- Hàng 4: Kim Quý nhân, Ninh Thường tại, Tân Quý nhân, Phúc Quý nhân, Trương Thường tại, Tú Quý nhân, Quỹ Thường tại, Thụy Quý nhân, Thận Quý nhân, Võ Quý nhân, Bình Thường tại.
- Hàng 5: Thọ Quý nhân, Thuận Quý nhân, Lục Quý nhân, Ngạc Quý nhân, Tấn phi[Chú thích 17].

Tính từ khi an táng Nghi tần Hoàng thị năm Càn Long thứ 17 (1752) đến khi Tấn phi Phú Sát thị được an táng vào năm Đạo Quang thứ 3 (1823), Phi viên tẩm đã trải qua ra vào an táng suốt 71 năm.

### Thanh Định lăng
Định lăng (定陵, tiếng Mãn: ᡨᠣᡴᡨᠣᠨ
 ᠮᡠᠩᡤᠠᠨ, Möllendorff: tokton munggan) nằm ở xa nhất về phía Tây của Thanh Đông lăng, là lăng tẩm của Thanh Văn Tông Hàm Phong Đế, tổng cộng chôn cất hai người là Hàm Phong Đế và Hiếu Đức Hiển Hoàng hậu. Bởi vì trước đó, Thanh Tuyên Tông Đạo Quang Đế đã hủy bỏ lăng tẩm của mình ở Đông lăng để chuyển sang Thanh Tây lăng, hủy bỏ chế độ "triệu táng" thời Càn Long, không chỉ làm Hàm Phong Đế buộc phải đem lăng tẩm của mình từ Tây lăng chuyển sang Đông lăng, mà còn phải sử dụng lại phần lớn nguyên liệu từ phế lăng cũ của Đạo Quang Đế trong quá trình xây dựng.
Tòa Đế lăng này được định ra vào năm Hàm Phong thứ 2 (1852), dự định bắt đầu khởi công vào năm thứ 8 (1858). Tuy nhiên, trước khi động công, hư hư thực thực phát hiện dấu vết còn lại của bức tường miếu thờ địa phương, cần thời gian kiểm tra xử lý, vì vậy việc xây dựng lăng kéo dài đến năm sau. Hơn nữa còn phải tuyển chọn Đại thần phụ trách xây dựng lăng, nhưng vì phát sinh án trường thi khoa Mậu Ngọ và Chính biến Tân Dậu, những người phụ trách xây lăng là Bách Tuấn, Tái Hoàn, Đoan Hoa trước sau bị giết hoặc tự sát, điều này làm cho kì hạn công trình lại kéo dài, mãi đến cuối năm Đồng Trị thứ 5 (1866) mới hoàn thành.
Cả tòa Lăng tẩm đều tương tự với những Đế lăng khác, gồm địa cung, bảo đính, Phương thành, Minh lâu, cây cối ao hồ, chuồng ngựa rãnh mương, Long Ân điện, Long Ân môn, Bài Lâu môn, Đại môn.
Năm 1928, Tôn Điện Anh từng có ý định trộm mộ, tuy nhiên chỉ đào được vài mét thì ngưng, không rõ nguyên nhân.
Năm 1945, nơi đây cũng không thoát khỏi cuộc trộm mộ quy mô lớn của bọn Vương Thiệu Nghĩa, chúng mở nắp quan tài của Hàm Phong Đế và Hoàng hậu, trộm sạch những đồ bồi táng bên trong đi.

#### Thanh Định lăng Phi viên tẩm
Thanh Định lăng Phi viên tẩm nằm ở phía Đông của Định lăng, được xây dựng vào năm Đồng Trị thứ 4 (1865), người cuối cùng được an táng vào năm Tuyên Thống thứ 2 (1910). Tất cả chôn cất 15 vị Phi tần, trước sau chia làm 3 hàng, cụ thể như sau:
1. Hàng thứ nhất: Mân Quý phi, Uyển quý phi, Trang Tĩnh Hoàng quý phi, Đoan Khác Hoàng quý phi, Vân tần
2. Hàng thứ hai: Cát phi, Thục tần, Lục phi, Dung tần, Ngọc tần, Hi phi
3. Hàng thứ ba: Xuân Thường tại, Khánh phi, Hâm Thường tại, Bình Thường tại

### Phổ Tường Dục Định Đông lăng
Phổ Tường Dục Định Đông lăng là lăng tẩm của Từ An Thái hậu, tức Hiếu Trinh Hiển Hoàng Hậu. Lăng này nằm ở phía Đông của Định lăng Phi viên tẩm, là một trong hai tòa Hoàng Hậu lăng của Hàm Phong Đế.
Nơi này bắt đầu xây dựng vào năm Đồng Trị thứ 12 (1873), đến năm Quang Tự thứ 5 (1879) thì hoàn thành, tổng cộng hao tổn hơn 266,5 vạn lượng bạc trắng. Thần đạo của lăng này giao với Thần đạo của Định lăng. Tổng diện tích kiến trúc là 2265 mét vuông, các công trình kiến trúc chủ yếu có thể kể đến là Thần đạo Bi đình, Thần trù khố, Tam khổng Thần lộ kiều, Đông Tây triêu phòng, Long Ân môn, Long Ân điện, Đông Tây phối điện, Minh lâu, Phương thành, Bảo thành, Bảo đính và Địa cung. Chỉnh thể của lăng rất tương tự với Chiêu Tây lăng.
Năm 1945, nơi đây cũng bị bọn Vương Thiệu Nghĩa đào mộ trộm sạch.

### Bồ Đà Dục Định Đông lăng

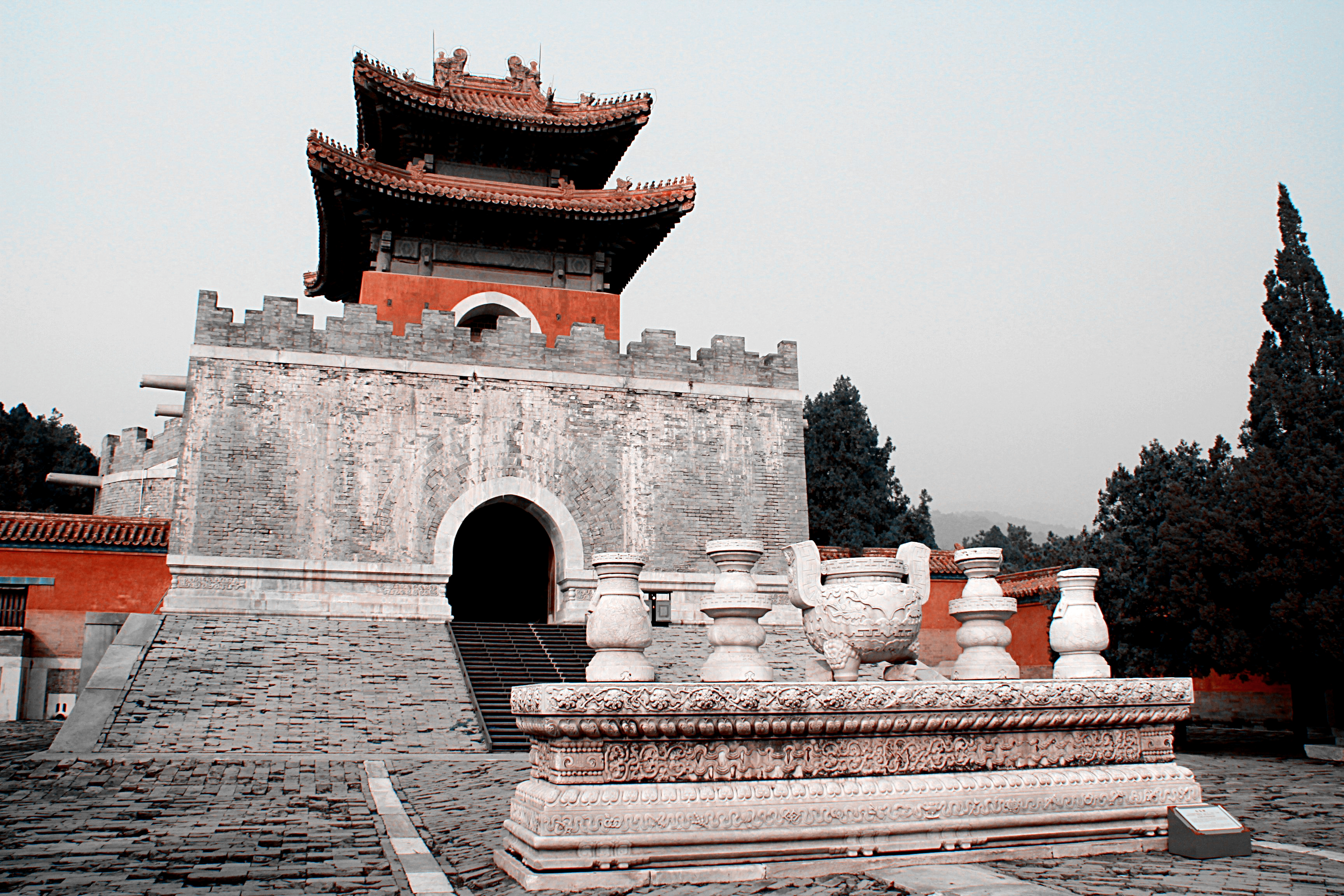
Minh lâu của Bồ Đà Dục Định Đông lăng

Bồ Đà Dục Định Đông lăng là lăng tẩm của Từ Hi Thái hậu, tức Hiếu Khâm Hiển Hoàng hậu. Lăng này nằm ở phía Đông của Phổ Tường Dục Định Đông lăng, là một trong hai tòa Hoàng Hậu lăng của Hàm Phong Đế. Thông thường, nơi đây và Phổ Tường Dục Định Đông lăng thường được gọi chung là Định Đông lăng, hơn nữa cấu tạo của cả hai đều không khác biệt nhiều, tổng cộng sử dụng 227 vạn lượng bạc trắng.
Năm Quang Tự thứ 21 (1895), Từ Hi Thái hậu lấy lý do "lâu năm không tu sửa", đã tiến hành một cuộc tổng trùng tu quy mô lớn đối với Bồ Đà Dục Định Đông lăng, sau khi xây dựng lại, nơi đây đã vượt xa quy chế của một "Hoàng hậu lăng". Việc xây dựng lại này, chỉ riêng việc thiếp vàng đã tiêu tốn hơn 4592 lượng bạc.
Chỉ riêng khoảng thời gian từ năm thứ 21 đến năm thứ 25 (1899), liền dùng hết 150 vạn lượng. Còn những khoảng chi tiêu ở những khoảng thời gian khác không cách nào thống kê được
Toàn bộ Long Ân điện và Đông Tây phối điện đều dùng gỗ Hoàng Hoa Lê xây dựng. Trong điện sơn son thiếp vàng, chỉ riêng Kim Long đã vẽ hơn 2400 con; trên vách tường khảm nạm hơn 30 viên gạch khắc hoa lớn nhỏ không đều nhau, tổng cộng 237 mét vuông. Bên trong Long Ân điện có 64 cột thiếp vàng, đây là số lượng lớn nhất trong tất cả các Đế lăng và Hoàng Hậu lăng của nhà Thanh. Còn lại những kiến trúc khác, về cơ bản đều tương tự Phổ Tường Dục Định Đông lăng, nhưng tương đối quy mô xa hoa hơn.
Năm 1928, nơi này bị quân đội của Tôn Điện Anh tiến hành một cuộc trộm mộ quy mô lớn, địa cung bị thuốc nổ oanh tạc, quan tài của Từ Hi bị khai quật, toàn bộ đồ bồi táng đều bị lấy đi toàn bộ, Kim Long trong Long Ân điện gần như đều bị cạy đi. Cũng từ sự kiện này mà truyền ra tin đồn thi thể của Từ Hi được bảo quản tốt, không hề bị thối rữa, mặc dù Tôn Điện Anh hoàn toàn không thừa nhận điều này.

### Thanh Huệ lăng
Huệ lăng (惠陵, tiếng Mãn: ᡶᡠᠯᡝᡥᡠᠩᡤᡝ 
ᠮᡠᠩᡤᠠᠨ, Möllendorff: fulehungge munggan), là lăng tẩm của Thanh Mục Tông Đồng Trị Đế, cách Cảnh lăng 4 km về phía Đông Nam, là tòa lăng tẩm xa về phía Nam nhất của Thanh Đông lăng. Huệ lăng là tòa Đế lăng kiến tạo muộn nhất, cũng là nơi có quy mô nhỏ nhất, tuy nhiên lại là nơi kiên cố nhất của Thanh Đông lăng. Tòa lăng này bắt đầu xây dựng vào năm Quang Tự nguyên niên (1875), 3 năm sau thì hoàn thành. Nhưng đến 1 năm sau khi hoàn thành, Đồng Trị Đế và Hiếu Triết Nghị Hoàng hậu mới được an táng vào đây.
Tòa lăng tẩm này vốn dựa vào kiến trúc của Định lăng để xây dựng, nhưng Từ An và Từ Hi Thái hậu là yêu cầu không xây dựng Thánh Đức thần công bi lâu, Nhị trụ môn, Thạch tượng sinh và Thần đạo không được thông với Thần đạo của Hiếu lăng, vì vậy trong Huệ lăng vẻn vẹn chỉ có lan can ở Bài Lâu môn nam mới có Vọng trụ.
Các kiến trúc chính của nơi đây có thể kể đến: Ngũ khổng kiều, Vọng trụ, Bài Lâu môn, Thần đạo Bi đình, Thần trù khố, Tam lộ Tam khổng củng khoán kiều, Phòng nghỉ, phòng trực ban, Long Ân môn, Liệu lô, Phối điện, Long Ân điện, Lăng tẩm môn, Thạch ngũ cung, Phương thành, Minh lâu, Bảo đính, Bào thành và Địa cung.
Năm 1945, nơi đây bị bọn Trương Tẫn Trung, Vương Thiệu Nghĩa tiến hành một cuộc trộm mộ quy mô lớn. Theo lời đương sự khi đó, thi hài của Đồng Trị Đế và Hoàng hậu không còn gì nhiều, quần áo cũng đã bị hư hại nghiêm trọng.

#### Thanh Huệ lăng Phi viên tẩm
Thanh Huệ lăng Phi viên tẩm là lăng tẩm của các Phi tần của Đồng Trị Đế, nằm ở phía Tây của Huệ lăng, bắt đầu xây dựng vào năm Quang Tự thứ 4 (1878), tổng cộng dùng hết 517775 lượng bạc trắng.
Nơi này vốn dĩ kế hoạch xây dựng theo Cảnh lăng Song Phi viên tẩm, nhưng về sau lại sửa lại xây dựng theo quy chế của Định lăng Phi viên tẩm. Trong lăng viên an táng 4 vị Hoàng quý phi, bảo đính chia làm 2 hàng như sau:
1. Hàng thứ nhất: Thục Thận Hoàng quý phi
2. Hàng thứ hai: Cung Túc Hoàng quý phi[Chú thích 18], Hiến Triết Hoàng quý phi[Chú thích 19], Đôn Huệ Hoàng quý phi[23]

### Đoan Tuệ Hoàng thái tử Viên tẩm
Thanh Cao Tông Thái Từ lăng hay còn được gọi là Đoan Tuệ Hoàng thái tử Viên tẩm, nằm ở phía Tây của Thanh Đông lăng, là lăng mộ của Đoan Tuệ Hoàng thái tử Vĩnh Liễn - đích tử của Càn Long Đế. Đây là tòa "Thái tử lăng" duy nhất của Thanh Đông lăng và của cả nhà Thanh.
Nơi này bắt đầu lên kế hoạch xây dựng vào năm Càn Long thứ 3 (1738), đích thân Càn Long Đế yêu cầu mọi quy chuẩn của lăng tẩm đều chiếu theo lệ của Thái tử. Toàn bộ lăng tẩm chiếm diện tích 27389 mét vuông, hao phí 168235 lượng bạc trắng, gần 380 lượng vàng. Chính thức bắt đầu xây dựng vào tháng 2 năm Càn Long thứ 8 (1743), đến tháng 9 năm sau thì hoàn thành.
Bên trong lăng viên an táng không chỉ Vĩnh Liễn mà còn có các Hoàng tử chết yểu của Càn Long, tình hình cụ thể như sau:
- Chính giữa: Đoan Tuệ Hoàng Thái tử
- Phía Tây: Điệu Mẫn Hoàng tử Vĩnh Tông, Cửu A ca (an táng bên trái Vĩnh Tông) và Thập A ca (an táng bên phải Vĩnh Tông)
- Phía Đông: Thập tam A ca Vĩnh Cảnh, Thập tứ A ca Vĩnh Lộ (an táng bên trái Vĩnh Cảnh), Thập lục A ca (an táng bên phải Vĩnh Cảnh)
- Thiên lạc trì: Bát Công chúa

### Đoan Mẫn Cố Luân Công chúa Viên tẩm
Thanh Tuyên Tông Công chúa lăng hay còn được gọi là Đoan Mẫn Cố Luân Công chúa Viên tẩm, là tòa "Công chúa lăng" duy nhất của Thanh Đông lăng, là lăng mộ Đoan Mẫn Cố Luân Công chúa - đích trưởng nữ của Đạo Quang Đế.
Nơi này ngoại trừ Đoan Mẫn Công chúa, còn an táng 3 người con khác của Đạo Quang, cụ thể thứ tự 4 bảo đính từ Đông sang Tây như sau: Hoàng tam tử Dịch Kế, Hoàng nhị tử Dịch Cương, Đoan Mẫn Cố Luân Công chúa, Hoàng nhị nữ.

### Vinh Thân vương Viên tẩm
Vinh Thân vương Viên tẩm là lăng tẩm của con trai thứ tư của Thuận Trị Đế, nằm ở phía Tây Bắc của Định lăng. Vinh Thân vương sinh vào năm Thuận Trị thứ 14 (1657), 3 tháng sau liền qua đời, chưa kịp đặt tên. Nhưng vì đây là người con duy nhất của Thuận Trị Đế và Hiếu Hiến Hoàng hậu mà 2 tháng sau, Thuận Trị Đế đã truy phong làm Vinh Thân vương, lại xây dựng riêng lăng tẩm, 3 tháng liền hoàng thành.
Cả tòa lăng tẩm có các kiến trúc chủ yếu là: Địa cung, Bảo đính, Viên tẩm môn, Hưởng điện, Cung môn, bên ngoài có tường lớn vây quanh, phía trên lợp ngói lưu ly lục sắc. Bên ngoài Cung môn có Trị ban phòng và Đông Tây sương phòng, không có Bi đình.

### Lý Mật Thân vương Viên tẩm
Lý Mật Thân vương Viên tẩm là lăng tẩm của Phế thái tử Dận Nhưng - đích tử của Khang Hi Đế, cách Vinh Thân vương Viên tẩm 500 mét về phía Tây. Thời gian xây dựng lăng và thời gian nhập tán Lý Mật Thân vương đều không rõ ràng, chỉ ước chừng là sau năm Ung Chính thứ 2 (1724).
Nơi này an táng 2 người, là Lý Mật Thân vương Dận Nhưng cùng với Chính thê Phế Thái tử phi Thạch thị. Bên trong lăng tẩm có Địa cung, Bảo đính, Viên tẩm môn, Hưởng điện, Cung môn, Trị ban phòng, Sương phòng, Bi đình, được tường đỏ cao vây lại, bên trên lợp ngói lưu ly lục sắc.
Hiện tại nơi này đã hoàn toàn bị hủy hoại, không rõ nguyên nhân.

### Dụ Hiến Thân vương Viên tẩm
Dụ Hiến Thân vương viên tẩm là lăng tẩm của Dụ Hiến Thân vương Phúc Toàn - con trai thứ hai của Thuận Trị Đế, nằm phía Tây của Lý Mật Thân vương Viên tẩm. Nơi này bắt đầu xây dựng vào năm Khang Hi thứ 42 (1703), vì lúc sinh thời quan hệ giữa Phúc Toàn và Khang Hi Đế rất tốt nên Khang Hi đã đích thân chọn người đi xây dựng lăng tẩm cho Phúc Toàn, đến năm thứ 44 (1705) thì hoàn thành.
Quy cách của lăng này tương tự với lăng của Lý Mật Thân vương. Nhưng đến sau năm 1995, nơi đây chỉ còn Bia đá trong Bi đình được bảo tồn tương đối hoàn hào, Hưởng điện chỉ còn lại một bệ đá, còn lại đều bị phá hủy hoàn toàn, cụ thể nguyên nhân không rõ.

### Thuần Tĩnh Thân vương Viên tẩm
Thuần Tĩnh Thân vương Viên tẩm là lăng tẩm của Thuần Tĩnh Thân vương Long Hi - con trai thứ bảy của Thuận Trị Đế, nằm ở phía Tây của Dụ Hiến Thân vương Viên tẩm. Thời gian xây dựng lăng không rõ, chỉ biết Long Hi mất vào năm Khang Hi thứ 18 (1679) và hạ táng vào ngày 2 tháng 4 năm thứ 20 (1681).
Quy chế của Lăng không rõ, hiện nay tại di chỉ đã bị nhà dân bao trùm xung quanh, mà những nhà dân này chính là con cháu của những người thủ lăng khi xưa.

### Trực Quận vương Viên tẩm
Trực Quận vương Viên tẩm là lăng tẩm của Trực Quận vương Dận Thì - con trai trưởng (trong số con trai sống đến tuổi trưởng thành) của Khang Hi Đế, nằm ở phía Tây của Thuần Tĩnh Thân vương Viên tẩm. Dận Thì ban đầu được phong làm Trực Quận vương, nhưng sau vì "Cửu tử đoạt đích", mưu hại Thái tử Dận Nhưng mà bị cách tước, cuối cùng tang lễ dựa theo quy chế của Bối tử. Thời gian xây dựng lăng không rõ, toàn bộ viên tẩm nay cũng đã bị san bằng nên quy cách cũng không rõ. Chỉ có thể xác nhận là không có Bi đình, kiến trúc còn sót lại chỉ có cửa đá của địa cung, thời gian viên tẩm bị phá hủy đến nay vẫn không rõ.
Địa cung của Viên tẩm từng bị đào quật, lại bị sử dụng làm hầm trú ẩn vào những năm 60 của TK 20, hài cốt bên trong đều bị phân tán ra bên ngoài, cuối cùng được hậu duệ của những người thủ lăng thu thập lại, mai táng đơn giản.

## Tôn Điện Anh phá lăng tẩm
Trong suốt thời kỳ Nhà Thanh nắm quyền cai trị, Thanh Đông lăng luôn được thiết lập hệ thống quan binh đồn trú bảo vệ, có cơ cấu của Tông Nhân Phủ, Lễ công bộ thường trực xử lý các công việc trong lăng tẩm. Nhưng từ năm 1914 sau khi Nhà Thanh sụp đổ, Bộ Nội vụ giao việc bảo quản lăng tẩm cho tôn thất Nhà Thanh quản lý, nhân viên giữ lăng không còn lương bổng nên bỏ việc, chuyển sang khai khẩn đất rừng quanh lăng làm sinh kế. Từ đó về sau, rừng và đất Đông lăng bị xâm hại ngày càng nghiêm trọng.
Dưới thời kỳ Dân sơ, sau khi Đông lăng nằm trong sự quản lý của nhóm quân phiệt Bắc Dương thì những đền đài lộ thiên trong Đông lăng luôn bị trộm viếng, gỡ hết các chữ bằng đồng, biển sơn son thếp vàng... Năm 1927, lăng của Huệ phi (vợ vua Khang Hi, mẹ Dận Thì) bị đào trộm, đồ tuẫn táng bị lấy sạch còn thi thể bị lôi ra ngoài quan tài.
Năm 1928, quân phiệt Tôn Điện Anh đã đem quân vào khu vực lăng tẩm Nhà Thanh ở Hà Bắc, quật mộ của Càn Long và Từ Hi Thái hậu, lấy đi rất nhiều báu vật tùy táng theo, trong đó có chiếc mũ phụng hoàng gắn trân châu của Từ Hi trên đó có viên ngọc trân châu cực lớn và thanh Cửu Long bảo kiếm của Càn Long. Chỉ có lăng của Khang Hi là còn toàn vẹn, vì khi bẩy mở được cửa lăng thì một khối nước màu vàng khè từ bên trong tuôn tràn ra rất mạnh, quân sĩ sợ hãi quá phải bỏ chạy.
Tin các lăng tẩm của Càn Long và Từ Hi bị khai quật để lấy của đã gây chấn động và căm phẫn sâu sắc cho Phổ Nghi và các thành viên hoàng tộc, cựu thần Nhà Thanh.